# KBS영월방송국
KBS영월방송국(-寧越放送局)은 한국방송공사의 지역 방송국이다. 1976년 개국하였으며, 2004년 10월 31일에 지역방송국 기능조정 통폐합 정책의 일환으로 폐지되었다.

## 연혁
1965년 7월 10일 KBS원주방송국 영월중계소로 개소하였다.(호출부호:HLCV) 1967년 6월에는 강릉방송국에서 정선중계소를 개소하고, 1971년에는 원주방송국 평창중계소를 개소하였다. 1975년 12월 22일 영월중계소의 청사를 증축 준공하면서 출력을 증강하였다. 1976년 4월 5일 영월방송국이 개국하면서 방송이 시작되어, 평창중계소와 정선중계소가 영월방송국으로 직제가 개편 되었다. 1982년 9월에는 사북중계소를 개소하였고, 1996년 12월 12일에는 간이 TV스튜디오가 개국하여, '강원권 뉴스'와 6시 내고향에 참여하였다. 같은해 12월 16일에는 송출운용센터를 개소하고, 1997년 2월 17일에는 정선, 평창, 사북중계소를 자동화하였으며, 1998년 3월 10일에는 송출센터와 주조 통합운영시스템을 구축하였다.

### 지역국 통폐합
영월방송국은 2004년 5월 감사원의 특별감사결과, 25개 지역방송국 가운데 자체 프로그램 제작비율이 1.1%에 그치고 있는 16개 방송국을 통합해야 한다고 지적했고, KBS측도 이를 수용하였으나, 6월 영월군민으로 이루어진 "KBS영월방송국 통·폐합반대 투쟁위원회"에서 통폐합을 저지 하고 나섰다. 2004년 8월 KBS는 주민의 반발에도 불구하고 지역국 기능조정에 따른 인사발령 조치를 내렸다. 2004년 10월 8일 로컬 프로그램과 뉴스가 중단되었고, 10월 31일자로 폐지되었다.

### 폐국 후
- 이후 폐건물은 개조해서 라디오스타 박물관으로 개관한 후, 현재 운영 중이다.

## 방송 권역
- 영월군, 정선군 등의 강원도 남부 지역

## 프로그램
- 생방송 아침세상
  - 방송 시간 : 매일 아침 8시 30분 ~ 8시 58분(28분)
  - 개요 : 아침 출근 시간대에 방송된 시사정보 프로그램이다. 주요 뉴스, 취재 코너, 통신원 연결, 환경 칼럼 등을 속도감 있게 진행함으로써 직장인들로 하여금 지역 소식과 함께 하루를 경쾌하게 시작할 수 있도록 도움을 주었다.

- 동강 스튜디오
  - 방송 시간 : 매일 오후 4시 10분 ~ 4시 58분(48분)
  - 개요 : 오후 시간대에 방송된 종합 교양 프로그램이다.

## 특이 사항
한국방송공사 지역 방송국 가운데 유일하게 군 단위 행정구역 내에 위치한 지역 방송국이다. 2006년에 개봉한 영화 《라디오 스타》에서 이 방송국을 배경으로 촬영되었으며, 이후로 방송 중계소 기능을 유지하다 2010년에 영월군에게 매각되었다. 영월군은 옛 영월방송국 건물을 문화 시설로 재단장하였다.

## 같이 보기
- KBS춘천방송총국
- KBS원주방송국
- KBS강릉방송국